# Aerodynamiska koefficienter
Aerodynamiska koefficienter inom aerodynamiken och flygmekaniken, är en samling dimensionslösa storheter som används för att beskriva krafter och moment som uppkommer av strömningen kring en två- eller tredimensionell kropp i en fluid. Även om krafterna och momenten är resultatet av en mer eller mindre komplex tryckfördelning och fördelning av friktionskrafter över ytan på kroppen kan de normeras med hjälp av det dynamiska trycket, en referensarea och i fall av momenten med en karakteristisk längd för att göras oberoende av kroppens storlek och hastighet. Detta är användbart för många av de grundläggande aerodynamiska och flygmekaniska analyserna som görs på till exempel ett flygplan, vid mer avancerade analyser betraktas även partiella derivator på koefficienterna. Även om  koefficienterna är direkt oberoende av storlek och hastighet kan de ha ett indirekt samband då de ofta är beroende av Reynoldstal och machtal.

## Grundläggande storheter
- q∞ = dynamiskt tryck i friströmmen
- α = anfallsvinkel
- β = snedanblåsningsvinkel
- S = Referensarea (för flygplan vanligtvis vingarean)
- b = Referenslängd (för flygplan vanligtvis spännvidden)
- cMAC = Den aerodynamiska medelkordan

## Dimensionslösa krafter
Kraftkoefficienterna bestämmer till stor del många prestandamått hos ett flygplan som maxhastighet, maxvikt, räckvidd, startsträcka och minsta flyghastighet.

### Lyftkraftskoefficient
{\displaystyle C_{L}\equiv {\frac {L}{q_{\infty }S}}}

Lyftkraftkoefficienten hos en symmetrisk vingprofil som funktion av anfallsvinkeln, för måttliga anfallsvinklar är förhållandet linjärt men för större anfallsvinklar då strömningen runt profilen avlöser upphör det linjära beteendet.

Beskriver lyftkraften hos en helt flygplan eller en del som vingen eller en stabilisator. Har oftast ett kraftigt linjärt beroende av anfallsvinkel. Anordningar som vingklaffar och slats kan markant öka den maximala CL för ett flygplan under start och landning.

### Motståndskoefficient
{\displaystyle C_{D}\equiv {\frac {D}{q_{\infty }S}}}

Ibland specificerad som luftmotståndskoefficienten beskriver strömningsmotståndet hos en kropp. För mindre kroppar, lägre hastigheter eller högre viskositeter är den kraftigt beroende av Reynoldstal medan i avseende på flygplan är Reynoldstal så högt att beroendet upphör. För flygplan är motståndskoefficient kraftigt beroende av machtalet och har vanligtvis ett maximum vid ljudhastigheten vilket ger upphov till ljudvallen. Påverkas även av CL genom det inducerade luftmotståndet.

### Sidkraftskoefficient
{\displaystyle C_{C}\equiv {\frac {C}{q_{\infty }S}}}

Beskriver sidokraften på ett flygplan, något som i normala flygfall är noll. Har ett primärt beroende av snedanblåsningsvinkeln.

## Dimensionslösa moment
Momentkoefficienterna beskriver vanligtvis moment på ett flygplan kring en fix punkt i flygkroppen, vanligtvis en konstruktions tyngdpunkt. Momentkoefficienterna beskriver till stor del ett flygplans flygegenskaper som huruvida det är stabilt eller ej.

### Rollmomentkoefficient
{\displaystyle C_{l}\equiv {\frac {\mathfrak {L}}{q_{\infty }Sb}}}

Beskriver rollmoment för ett flygplan. Har vanligtvis en komplex koppling till anfallsvinkeln, svepningen hos vingens framkant. Påverkas av skevroderutslaget.

### Tippmomentkoefficient
{\displaystyle C_{m}\equiv {\frac {M}{q_{\infty }Sc_{MAC}}}}

Beskriver tippmoment för ett flygplan. Är den viktigaste parametern för att avgör ifall ett flygplan är stabilt eller ej. Har ett primärt beroende på anfallsvinkeln och machtalet. Påverkas av höjdroderutslaget.

### Girmomentkoefficient
{\displaystyle C_{n}\equiv {\frac {N}{q_{\infty }Sb}}}

Beskriver girmoment för ett flygplan. Har ett primärt beroende på snedanblåsningsvinkel och fenans utformning samt påverkas av sidoroderutslaget. Påverkas även av skevroderutslaget genom ett fenomen som kallas skevroderbroms.